# Çarshi-Moschee

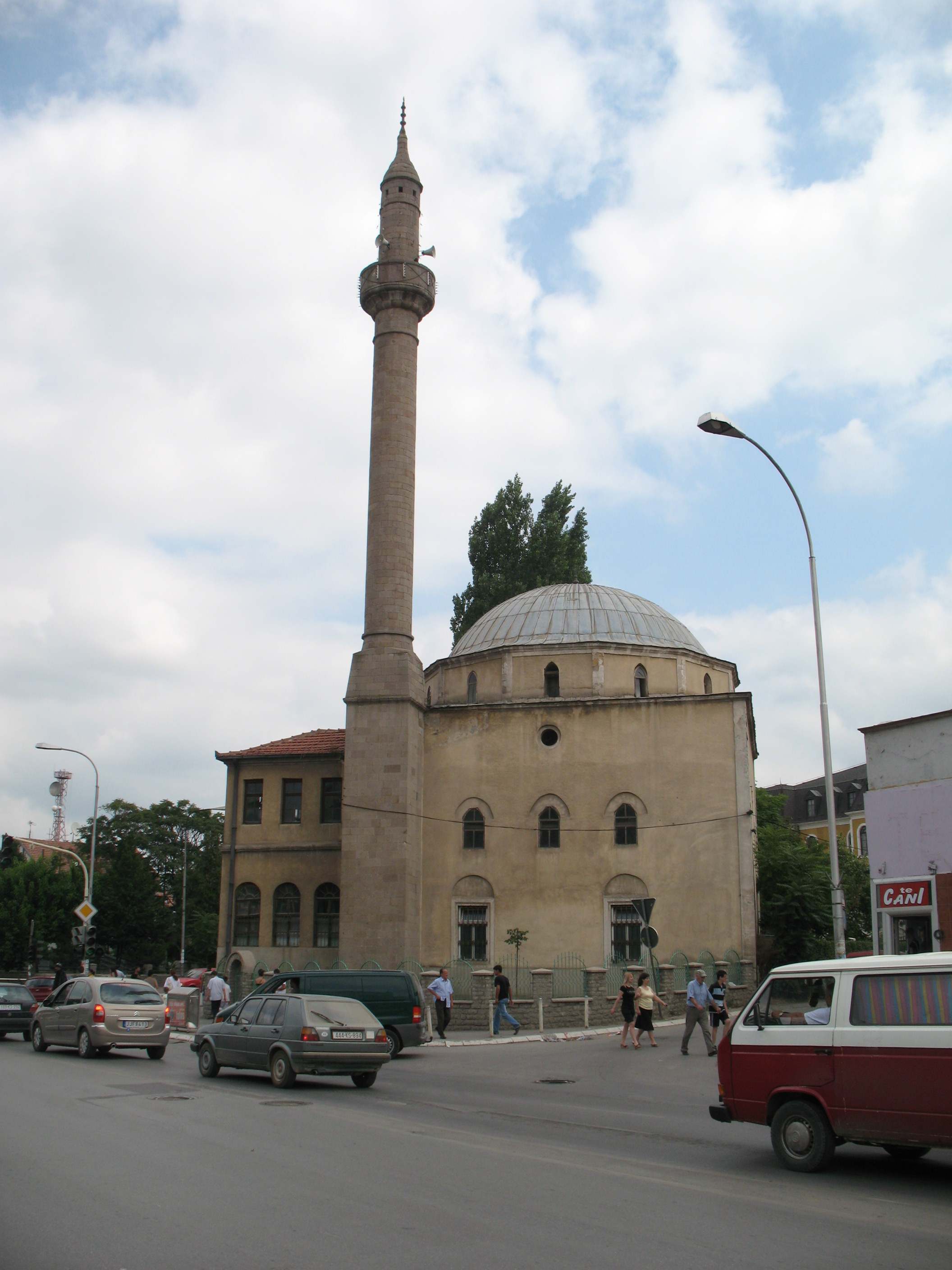
Die Çarshi-Moschee von der Straße Agim Ramadani aus gesehen (2010).

Die Çarshi-Moschee, Stein-Moschee oder auch Sultan-Murad-Moschee (albanisch Xhamia e Çarshisë, Xhamia e Gurit, Xhamia e Sulltan Muratit) ist eine Moschee osmanischen Stils in der kosovarischen Hauptstadt Pristina. Sie steht an der Kreuzung der Straßen Agim Ramadani und Nazim Gafurri, am Eingang der Altstadt.

## Baugeschichte
Die Çarshi-Moschee zählt zu den ältesten islamischen Sakralbauten des Kosovos. Sie wurde 1393 durch Sultan Bayezid I. errichtet, zum Andenken an seinen bei der Schlacht auf dem Amselfeld verstorbenen Vater Sultan Murad I. und an den Triumph der osmanischen Truppen über die christlichen Verteidiger.
Seit 2011 wird die Moschee renoviert.

## Aufbau und Ausstattung
Der Sakralbau besteht aus dem Hauptgebäude mit der Kuppel, der angrenzenden Galerie und dem Minarett. Die Kuppel hat einen Durchmesser von 10 Metern. Die gesamte Konstruktion besteht aus Stein.
Östlich der Moschee ist eine Grünanlage mit Brunnen angelegt.